# Philanthus
Philanthus ist eine Gattung der Grabwespen (Spheciformes) aus der Familie Crabronidae. Die  Gattung umfasst etwa 135 Arten. In der Paläarktis sind 28 Arten verbreitet, in Europa kommen sieben Arten vor, drei auch in Mitteleuropa.

## Merkmale
Die in Europa vorkommenden Arten sind durch die leicht eingebuchteten Innenränder der Facettenaugen charakterisiert. Bei den Weibchen ist ein gut entwickelter Tarsalkamm an den Vorderbeinen ausgebildet, sie haben kein Pygidialfeld.

## Lebensweise
Die Weibchen legen ihre Nester in kleinen oder großen Gruppen in wärmebegünstigten Sandböden an. Dies an kahlen Stellen am Boden, in leicht geneigten oder steilen bis vertikalen Flächen. Am Ende einer 10 bis 100 Zentimeter langen Röhre werden eine bis mehrere Zellen angelegt. Die Brut wird mit verschiedenen Arten von Bienen versorgt. So gibt es einige Arten, wie etwa der Bienenwolf (Philanthus triangulum) die auf die Westliche Honigbiene (Apis mellifera) spezialisiert sind, andere wie der amerikanische Philanthus bicinctus jagen sogar Hummeln. Selten zählen auch Faltenwespen (Vespidae), Sphecidae, Schlupfwespen (Ichneumonidae), Brackwespen (Braconidae) oder Goldwespen (Chrysididae) zum Beutespektrum. Es gibt neben beutespezifischen Arten aber auch solche, die nicht spezifisch sind, so wurde bei Philanthus solivagus aus Kanada Beute bestehend aus 27 Arten von fünf Familien nachgewiesen.

## Arten (Europa)
- Philanthus coarctatus Spinola, 1839
- Philanthus coronatus (Thunberg, 1784)
- Philanthus dufourii Lucas, 1849
- Philanthus pulchellus Spinola, 1843
- Philanthus sculpturatus Gayubo, 1991
- Philanthus triangulum (Fabricius, 1775)
- Philanthus venustus (Rossi, 1790)

## Belege